# (2059) Бабиокивари
(2059) Бабиокивари (лат. Baboquivari) — околоземный астероид из группы Амура (III), который был открыт 16 октября 1963 года в рамках проекта IAP в обсерватории им. Гёте Линка и назван в честь священной горы индейцев Папаго — Бабиокивари, которая располагается в нескольких километрах к югу от Китт-Пик и является самым высоким и самым священным пиком в этой местности.

Орбита астероида Бабиокивари и его положение в Солнечной системе
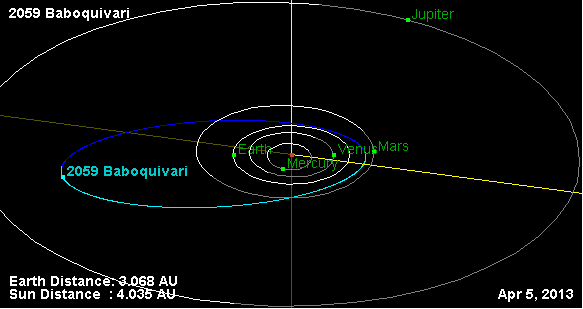
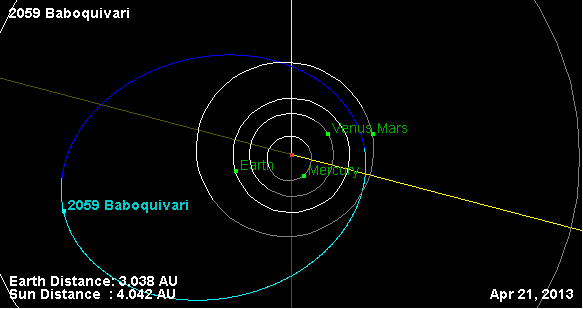